# كوكو جونز
كوكو جونز (بالإنجليزية: Coco Jones)‏ هي مغنية وكاتبة أغاني وملحنة ومغنية مؤلفة وممثلة أمريكية، ولدت في 3 يناير 1998 في كولومبيا في الولايات المتحدة.

## وصلات خارجية
- الموقع الرسمي
- كوكو جونز على موقع IMDb (الإنجليزية)
- كوكو جونز على موقع ألو سيني (الفرنسية)
- كوكو جونز على موقع ميوزك برينز (الإنجليزية)
- كوكو جونز على موقع أول موفي (الإنجليزية)
- كوكو جونز على موقع أول ميوزيك (الإنجليزية)
- كوكو جونز على موقع ديسكوغز (الإنجليزية)
- كوكو جونز على موقع ديسكوغز (الإنجليزية)
- كوكو جونز على موقع قاعدة بيانات الفيلم (الإنجليزية)
- كوكو جونز على موقع كينوبويسك (الروسية)